# Dinastia Qajară

Emblema imperială

Dinastia Qajară (în persană دودمان قاجار; 1789–1925) a fost o dinastie iraniană fondată de Mohammad Khan ( r. 1789–1797 ) al clanului Qoyunlu, trib turc.
Conducerea efectivă a dinastiei în Iran s-a încheiat în 1925, când Majles-ul iranian, a reunit Adunarea Constituantă la 12 decembrie 1925, l-a declarat pe Reza Shah, fost general de brigadă al Brigăzii cazaci persani, noul shah al statului imperial al Persiei.

## Lista monarhilor Qajari
|   |                            |        |                   |                   |        |  |  |  |
| 1 | Mohammad Khan Qajar        | </img> | 1789              | 17 iunie 1797     | </img> |  |  |  |
| 2 | Fat′h-Ali Shah Qajar       | </img> | 17 iunie 1797     | 23 octombrie 1834 | </img> |  |  |  |
| 3 | Mohammad Shah Qajar        | </img> | 23 octombrie 1834 | 5 septembrie 1848 | </img> |  |  |  |
| 4 | Naser al-Din Shah Qajar    | </img> | 5 septembrie 1848 | 1 mai 1896        | </img> |  |  |  |
| 5 | Mozaffar ad-Din Shah Qajar | </img> | 1 mai 1896        | 3 ianuarie 1907   | </img> |  |  |  |
| 6 | Mohammad Ali Shah Qajar    | </img> | 3 ianuarie 1907   | 16 iulie 1909     | </img> |  |  |  |
| 7 | Ahmad Shah Qajar           | </img> | 16 iulie 1909     | 31 octombrie 1925 | </img> |  |  |  |

## Familia imperială Qajară
În exil, familia imperială Qajară este condusă în prezent de cel mai mare descendent al lui Mohammad Ali Shah, sultanul Mohammad Ali Mirza Qajar, în timp ce moștenitorul prezumtiv la tron este Mohammad Hassan Mirza al II-lea, nepotul lui Mohammad Hassan Mirza, fratele sultanului Ahmad Shah. Mohammad Hassan Mirza a murit în Anglia în 1943, se proclamă shah în exil în 1930, după moartea fratelui său în Franța.
Astăzi, descendenții dinastiei se identifică adesea astfel și țin reuniuni pentru a rămâne familiarizați social prin intermediul Asociației Familiei Qajară, adesea coincide cu conferințele și întâlnirile anuale ale Asociației Internaționale de Studii Qajară (IQSA). Asociația familiei a fost fondată pentru a treia oară în 2000. Două asociații familiale anterioare au fost oprite din cauza presiunii politice. Birourile și arhivele IQSA sunt găzduite la Muzeul Internațional de Istorie a Familiei din Eijsden.

### Titluri și stiluri
Shah-ul și consoarta aveau titlul Majestate Imperială. Formula de adresare la copii – Alteța Imperială, în timp ce nepoții de linie masculină aveau titlul Alteță; toți purtau titlul Shahzadeh sau Shahzadeh Khanoum.

### Dinastia Qajară din 1925
Conducătorii familiei imperiale
Conducerea familiei imperiale este moștenită de cel mai mare descendent masculin al lui Mohammad Ali Shah.
- Sultan Ahmad Shah Qajar (1925–1930)
- Fereydoun Mirza (1930–1975)
- Sultan Hamid Mirza (1975–1988)
- Sultan Mahmoud Mirza (1988)
- Sultan Ali Mirza Qajar (1988–2011)
- Sultan Mohammad Ali Mirza (2011-prezent)

Moștenitorii prezumtivi ai dinastiei Qajară
Moștenitorul prezumtiv este moștenitorul dinastiei la tronul persan.
- Sultan Ahmad Shah Qajar (1925–1930)
- Mohammad Hassan Mirza (1930–1943)
- Fereydoun Mirza (1943–1975)
- Sultan Hamid Mirza (1975–1988)
- Mohammad Hassan Mirza II (1988)

## Membrii
Politică

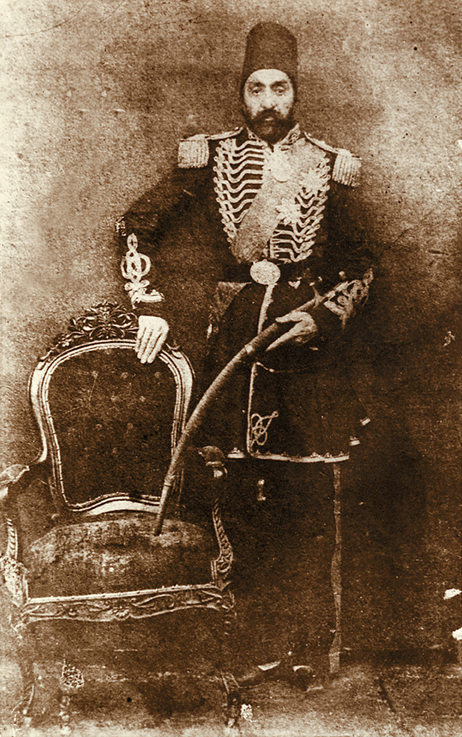
Bahram Mirza

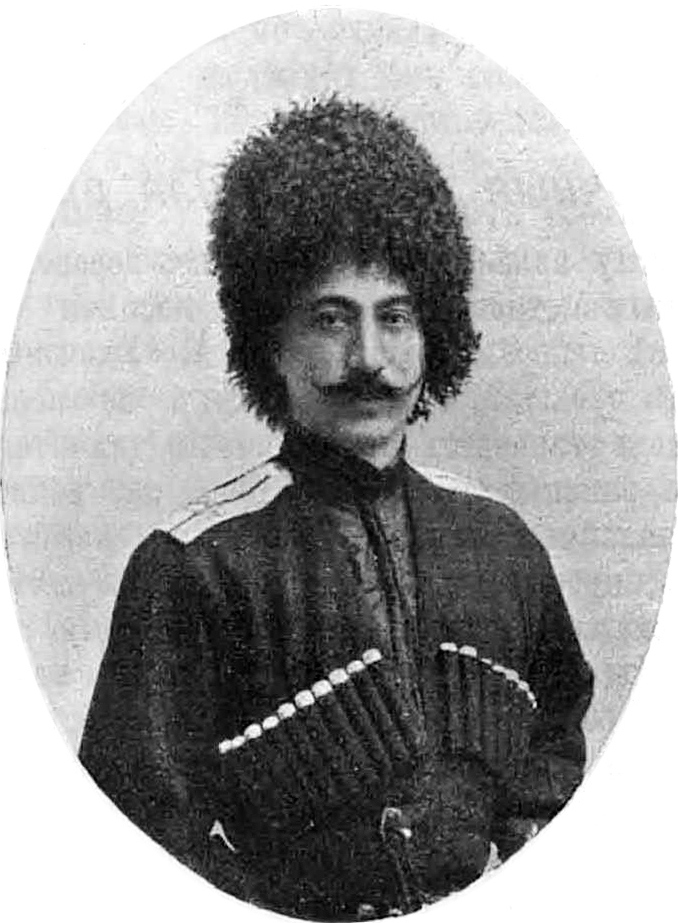
Feyzullah Mirza Qajar

- Prințul Abdol-Hossein Farmanfarma – prim-ministru al Iranului.
- Mohammad Mosaddegh – prim-ministru al Iranului și nepotul prințului Abdol Hossein Mirza Farmanfarma.
- Prințul Firouz Nosrat-ed-Dowleh III – fiul prințului Abdol-Hossein Farmanfarma, ministrul de externe al Iranului.
- Hossein Khan Sardar – ultimul conducător al diviziei administrative al hanatului Erevan.
- Amir Abbas Hoveyda – economist și politician iranian, prim-ministru al Iranului între 1965 și 1977, descendent al dinastiei pe linie maternă.
- Ali Amini – prim-ministru al Iranului.
- Prințul Iraj Eskandari – politician comunist iranian.
- Prințesa Maryam Farman Farmaian –comunistă iraniană, fondatoare secției pentru femei a Partidului Tudeh din Iran.
- Ardeshir Zahedi – diplomat iranian, descendent al dinastiei Qajară pe linie maternă.
- Prințul Sabbar Farmanfarmaian – ministrul sănătății în cabinetul Mosaddeq.
- Abdol-Hossein Sardari – consul general al Ambasadei Iranului la Paris 1940–1945; a ajutat și a salvat viețile evreilor aflați în pericol de deportare, eliberându-le pașapoarte iraniene. Descendent al dinastiei prin mamă, nepot al Prințesei Malekzadeh Khanoum Ezzat od-Doleh, sora lui Nasser ed-Din Shah.
- Aga Khan III – președintele Ligii Națiunilor din 1937 până în 1938, unul dintre fondatorii și primul președinte al Ligii Musulmane din India și al 48-lea imam al musulmanilor nizariți ismailiți.

Armată
- Prințul Amanullah Mirza Qajar – comandant militar imperial rus, azer și iranian.
- Prințul Feyzulla Mirza Qajar – comandant militar imperial rus și azer (ADR).
- Prințul Aleksander Reza Qoli Mirza Qajar – lider militar imperial rus, comandant al Ekaterinburgului (1918).
- Prințul Amanullah Jahanbani – general senior iranian.
- Nader Jahanbani – general și șef adjunct al Forțelor Aeriene Imperiale Iraniene.

Muncă socială
- Prințesa Sattareh Farmanfarmaian – pionieră iraniană al asistenței sociale.

Afacere
- Prințesa Fakhr-ol-dowleh

Religie
- Aga Khan IV – al 49-lea și actualul Imam al nizarițiilor ismailiți, o denumire a ismailismului în Islamul șiit.

Drepturile femeilor
- Prințesa Mohtaram Eskandari – figură intelectuală și pionieră în mișcarea femeilor iraniene.[6]
- Iran Teymourtash ( Legion d'honneur ) – jurnalistă, redactor și editor al ziarului Rastakhiz, fondatoarea unei asociații de ajutor al femeilor sărace. Fiica ministrului Curții Abdolhossein Teymourtash și descendentă prin ambii bunici materni.[7]

Literatura
- Prințul Iraj – poet și traducător iranian.
- Sadegh Hedayat – descendent al dinastiei pe linie feminină.
- Anvar Khamei – economist, politician și sociolog iranian.

Divertisment
- Gholam-Hossein Banan – muzician și cântăreț iranian, descendent al dinastiei pe linie maternă.[8]